# Tasmanian Hockey Centre
Le Tasmanian Hockey Centre est un stade de hockey sur gazon basé à Hobart, Australie. Il est actuellement utilisé pour le hockey sur gazon et abrite les Tassie Tigers qui jouent dans Hockey One.

## Facilités
Le Tasmanian Hockey Centre comprend deux terrains de hockey synthétiques à base d'eau aux normes internationales avec un éclairage aux normes internationales. Il y a une tribune couverte, un tableau d'affichage électronique, plusieurs vestiaires, plusieurs grands terrains de jeux en herbe avec éclairage, une salle de premiers soins. Les autres installations comprennent un pro-shop de hockey, une cour couverte avec des sièges, un système de sonorisation externe et des installations de cantine.